# Argiope manila
Argiope manila är en spindelart som beskrevs av Claude Lévi 1983. Argiope manila ingår i släktet Argiope och familjen hjulspindlar.
Artens utbredningsområde är Filippinerna. Inga underarter finns listade i Catalogue of Life.